# Alfred Jensen (Maler, 1903)

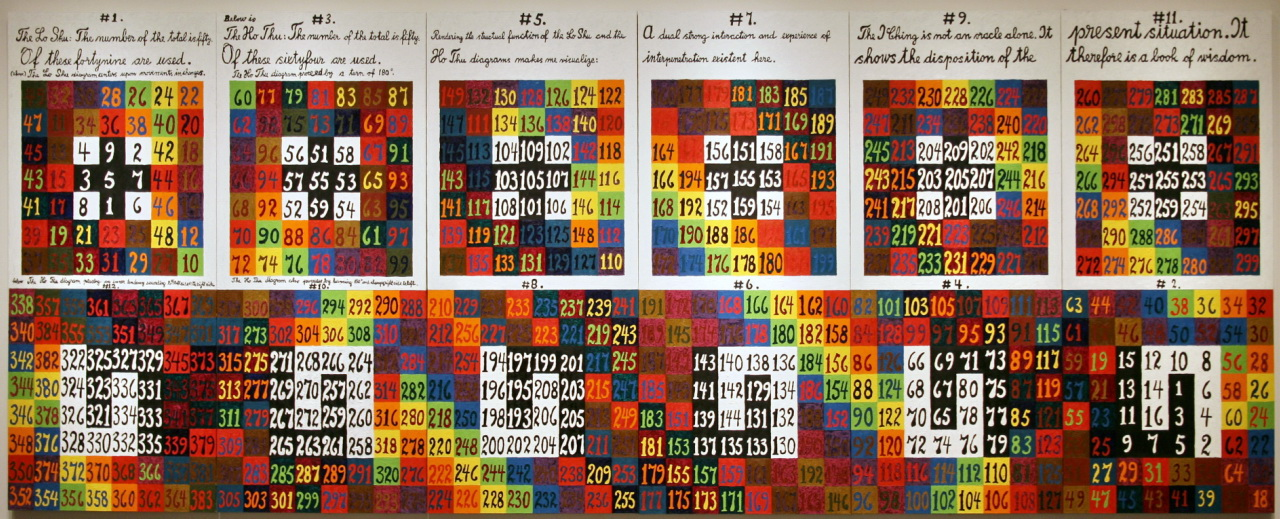
„Twelve Events in a Dual Universe“, Ölgemälde von Alfred Jensen (1978)

Alfred Jensen (Alfred Julio „Al“ Jensen; * 11. Dezember 1903 in Guatemala-Stadt, Guatemala; † 4. April 1981 in Livingston bei Glen Ridge, New Jersey, USA) war ein US-amerikanischer Maler. Er gehörte zu den bedeutenden Vertretern des Abstrakten Expressionismus der New York School. Er ist bekannt für seine gemalten Netze aus winzigen, bunten Dreiecken und Quadraten, die er in dickem Impasto lackiert hatte.

## Leben und Werk
Jensen war mütterlicherseits Deutscher und väterlicherseits dänischer Abstammung. Er verbrachte seine Jugend in Dänemark und interessierte sich bereits als Jugendlicher für das Zeichnen. Nach der Schule arbeitete Jensen zuerst als Matrose und bereiste Kalifornien und Guatemala. Im Jahr 1924 zog er nach San Diego. Er erhielt ein Stipendium und studierte von 1924 bis 1925 an der San Diego Fine Arts School bei Eugene De Vol. Im Jahr 1926 zog Jensen nach Deutschland und studierte bis 1928 bei Hans Hofmann in München an der Kunstakademie. In den Jahren 1929 bis 1937 unternahm er ausgedehnte Studienreisen nach Paris, durch zahlreiche europäische Städte und durch Nordafrika. 1937 ließ er sich in New York City nieder. Er hatte 1938 eine für ihn wichtige Begegnung mit André Masson, die ihn künstlerisch prägen sollte. Anfangs malte Jensen noch gestisch-expressionistisch und fand dann schließlich ab dem Jahr 1957 zu einem eigenen Malstil in der Geometrischen Abstraktion, den er in reinen Spektralfarben schuf. Die theoretischen Grundlagen seiner Malerei basierten auf einer intensiven Beschäftigung mit der Farbenlehre von Johann Wolfgang von Goethe und in der Auseinandersetzung mit den Schriften Leonardo da Vincis. Jensen setzte sich auch mit verschiedenen Zahlensystemen und mathematischen Theorien auseinander. Er thematisierte den Maya-Kalender und die Theorien von Michael Faraday in seiner Malerei. In diesen Jahren unternahm er wieder Studienreisen nach Mexiko, Peru, Guatemala und Brasilien. Ab den 1960er Jahren malte er vor allem serielle Bilder.

## Ausstellungen
- Alfred Jensens erste Einzelausstellung fand im Jahr 1952 in der John Heller Gallery in New York statt.
- Einzelausstellung 1961 im Guggenheim Museum in New York
- Einzelausstellung 1964 im Stedelijk Museum in Amsterdam. Im selben Jahr wurden Arbeiten von ihm auf der documenta III in Kassel in der Abteilung Malerei gezeigt.
- 1968 4. documenta
- 1972 documenta 5
- 1973 organisierte die Kestner-Gesellschaft, Hannover, eine Einzelausstellung, die auch im Louisiana Museum of Modern Art in Humlebæk (Dänemark), in der Kunsthalle Baden-Baden, in der Kunsthalle Düsseldorf und in der Kunsthalle Bern gezeigt wurde.
- 1979 war er auf der Biennale von São Paulo vertreten.
- 2001 zeigte das Dia Center for the Arts, New York, die Ausstellung Alfred Jensen: Concordance.

Seine Werke sind Teil öffentlicher Sammlungen u. a. des Museum of Modern Art, des Baltimore Museum of Art, des Dallas Museum of Art, des Dia Center for the Arts, New York, des Solomon R. Guggenheim Museum und der National Gallery of Art, Washington, D.C.